# Chorthippus nevadensis
Chorthippus nevadensis är en insektsart som beskrevs av Pascual 1976. Chorthippus nevadensis ingår i släktet Chorthippus och familjen gräshoppor. Inga underarter finns listade i Catalogue of Life.